# Nemesia didieri
Nemesia didieri är en spindelart som beskrevs av Simon 1892. Nemesia didieri ingår i släktet Nemesia och familjen Nemesiidae.
Artens utbredningsområde är Algeriet. Inga underarter finns listade i Catalogue of Life.